# Skinhead-Times
Die Skinhead-Times war ein britisches Fanzine für Skinheads.
George Marshall gründete die Zeitschrift, die sehr erfolgreich war und in den 1990er Jahren von England in die ganze Welt vertrieben wurde. Mittlerweile wurde die Zeitung eingestellt.
Das Magazin war weder für Neonazis, Rechts- noch für Linksextreme gedacht, sondern verstand sich als unpolitisch. Inhaltlich ging es viel um Oi!-Musik, Streetpunk und dem Dasein als Skinhead. Viele neuere Fanzines aus der Oi-Szene orientieren sich an der Skinhead-Times.